# إجراءات إزالة الدهون
تُستخدم إجراءات إزالة الدهون في الغالب في الجراحة التجميلية بهدف إزالة الأنسجة الدهنية غير المرغوب بها. قد يكون الإجراء جائرًا، مثلما هو الحال مع شفط الدهون، أو غير جراحي باستخدام العلاج بالليزر، أو باستخدام الترددات الراديوية، أو الموجات فوق الصوتية أو الباردة (التفتيت بالتبريد) لتقليل الدهون، وأحيانًا مع الحقن.
تزال الدهون في بعض الأحيان من مكان إلى آخر لدى الشخص في عملية تطعيم ذاتي، مثلما هو الحال في بعض عمليات إعادة بناء الثدي وتكبيره. تختلف هذه التقنيات عن جراحة السمنة، والتي تهدف إلى علاج السمنة عن طريق تقليل استهلاك الطعام أو عن طريق التدخل في امتصاص الطعام أثناء الهضم. وهي تختلف عن تحليل الدهون بالحقن، الذي يعتمد فقط على الحقن التي تسوق على أساس أنها تسبب تحلل الدهون.

## الإجراءات الجائرة

### عملية شفط الدهون جراحيًا
شفط الدهون هو نوع من الجراحة التجميلية التي تزيل الدهون من جسم الإنسان في محاولة لتغيير شكله. لا تدعم الأدلة أي تأثير على الوزن بعد شهرين ولا يبدو أنه يؤثر على المشاكل المتعلقة بالسمنة. يعد شفط الدهون الجراحة التجميلية الأكثر شيوعًا في الولايات المتحدة.
تشمل المضاعفات الخطيرة تجلط الأوردة العميقة وانثقاب الأعضاء والنزيف والعدوى. تحدث الوفاة في نحو حالة واحدة من كل عشرة آلاف حالة.
يمكن إجراء العملية تحت تأثير التخدير العام أو الناحي أو الموضعي. ثم يتضمن استخدام قنية وضغط سلبي لامتصاص الدهون. يُعتقد أنه يعمل بشكل أفضل مع الأشخاص ذوي الوزن الطبيعي ومرونة الجلد الجيدة.

## الإجراءات غير الجراحية

### الموجات فوق الصوتية
تعمل تقنيات الموجات فوق الصوتية الحرارية المركزة عن طريق رفع درجة حرارة الأنسجة فوق 56 درجة مئوية، ما يؤدي إلى تنخر تخثري للخلايا الشحمية، مع تجنيب الأوعية والأعصاب. قد يؤدي التسخين السلبي للجلد أيضًا إلى إعادة تشكيل الكولاجين.
الـ(هيدروليبوكلاسي) هي تقنية تجري دراستها كبديل لشفط الدهون. تتضمن حقن محلول منخفض التوتر في منطقة دهنية ثم تعريضها للموجات فوق الصوتية.

### الليزر منخفض التردد
يقلل ضوء الليزر منخفض المستوى من ثبات أغشية الخلايا الشحمية، ما يسمح للخلايا بإطلاق مخزونها من الدهون دون الإضرار بالخلية.

### تفتيت الدهون بالتبريد
تعد عملية تفتيت الدهون بالتبريد طريقة هادفة إلى إزالة الدهون بالتبريد. يتضمن التطبيق التحكم في التبريد في نطاق درجة حرارة من -11 إلى +5 درجة مئوية (+12.2 إلى +41 درجة فهرنهايت) للتقليل الموضعي لرواسب الدهون، بهدف إعادة تشكيل ملامح الجسم. تسبب درجة التعرض للتبريد موت الخلايا للأنسجة الدهنية تحت الجلد، دون تلف واضح للجلد الذي يغطيها. يبدو أنه ينطبق بشكل أساسي على الانتفاخات الدهنية المحدودة. تشمل الآثار الضائرة احمرارًا موضعيًا عابرًا، وكدمات وتنميل في الجلد من الآثار الجانبية الشائعة للعلاج ومن المتوقع أن تهدأ. عادة ما يهدأ العجز الحسي في غضون شهر. جرى التحقيق في التأثير على الأعصاب المحيطية وفشل في إظهار نتائج ضارة دائمة.
استنادًا إلى فرضية أن الخلايا الدهنية تتضرر بسهولة عن طريق التبريد أكثر من خلايا الجلد (مثل التهاب السبلة الشحمية)، طورت عملية تفتيت الدهون بالتبريد لتطبيق درجات حرارة منخفضة على الأنسجة عن طريق التوصيل الحراري. من أجل تجنب قضمة الصقيع، يحدد مستوى درجة حرارة معينة، مثل 45 دقيقة عند -10 درجة مئوية (14 درجة فهرنهايت). في حين أن العملية ليست مفهومة تمامًا، يبدو أن الأنسجة الدهنية المبردة إلى ما دون درجة حرارة الجسم، ولكن فوق درجة التجمد، تخضع لموت موضعي للخلايا (الموت الخلوي المبرمج) متبوعًا باستجابة التهابية محلية تؤدي تدريجيًا على مدار عدة أشهر إلى حدوث تقليل طبقة الأنسجة الدهنية.
تختلف التكلفة النموذجية لكل منطقة معالجة حسب الموقع. يتراوح السعر في الولايات المتحدة من 750 دولارًا إلى 1500 دولار، أما في المملكة المتحدة فنحو 750 جنيهًا إسترلينيًا للمنطقة المراد علاجها. في الولايات المتحدة، جرت الموافقة على إجراء التفتي بالتبريد من قِبل إدارة الأغذية والعقاقير (إف دي أيه) لعلاج الانتفاخات الدهنية المرئية في المنطقة تحت الفخذ والفخذ والبطن والجانب، جنبًا إلى جنب مع دهون الصدر ودهون الظهر وتحت الأرداف وأعلى الذراع كما أنه مصرح به من قِبل إدارة الغذاء والدواء للاستخدام في علاجات المنطقة تحت الذقن.